# Fernando Delfim da Silva
Fernando Delfim da Silva (Bissau, Portugees-Guinea, 13 mei 1956) is een Guineebissause diplomaat en politicus.

## Biografie
Da Silva behaalde een diploma in de filosofie aan de Staatsuniversiteit van Leningrad in de voormalige Sovjetunie in 1990; hij studeerde economie en internationale betrekkingen aan de Lusíada Universiteit in Lissabon in 2002.
In 1990 was hij directeur-generaal Administratie en Financiën voor de Staatsraad. Hij is staatssecretaris van Cultuur, Sport en Jeugd geweest in 1991. Andere functies in de Guineebissause overheid waren: Minister van Onderwijs in 1993; staatssecretaris voor Transport en Communicatie in 1994. Da Silva is twee keer minister van Buitenlandse Zaken, Internationale Samenwerking en Gemeenschappen geweest, van 1996 tot 1998 en van 2013 tot 2014. Hij was politiek en diplomatiek adviseur van de president van de republiek tussen 2002 en 2005.
In juli 2017 werd hij door president José Mário Vaz benoemd tot permanent vertegenwoordiger van de Republiek Guinee-Bissau bij de Verenigde Naties. President Umaro Sissoco Embaló riep Da Silva terug op 23 juli 2020.